# Psychoda kea
Psychoda kea és una espècie d'insecte dípter pertanyent a la família dels psicòdids.

## Descripció
- La femella fa 1,2-1,4 mm de llargària a les antenes (1,3 en el cas del mascle), mentre que les ales li mesuren 1,8-2,3 de longitud (1,9-2 en el mascle) i 0,8-0,9 d'amplada (0,7-0,8 en el mascle).
- Les antenes de la femella presenten 15 segments (el núm. 13 parcialment fos amb el 13).
- La placa subgenital de la femella és petita i força bilobulada amb una concavitat apical fonda.
- Absència de franges a les ales.[2]

## Distribució geogràfica
Es troba a Borneo.